# Брюнн (Тюрингия)
Брюнн (нем. Brünn) — община в Германии, в земле Тюрингия.
Входит в состав района Хильдбургхаузен. Население составляет 456 человек (на 31 декабря 2010 года). Занимает площадь 6,10 км².